# Luis Vega (cantante)
Luís Esteban Solíz Flores (Santa Cruz de la Sierra, 2 de diciembre de 1992), conocido artísticamente como Luís Vega, es un cantante y compositor boliviano de música regional mexicana.
Ganó reconocimiento y alcanzó la fama al componer canciones inspiradas en las historias compartidas por sus seguidores en sus redes sociales. Estas narrativas alimentaron su creatividad, sirviendo de base para la creación y producción de sus temas musicales. Vega fue reconocido como «Artista masculino del año» en los Bolivia Music Awards de 2023 y 2024.

## Carrera artística

### Inicios como cantante
Criado en el barrio Guapurú del Plan 3000, en Santa Cruz de la Sierra, Luis Vega vivió su infancia en ese entorno antes de que, en 2008, la familia Soliz-Flores decidió trasladarse a Argentina en busca de nuevas oportunidades, ante la falta de estabilidad en Bolivia, estableciéndose en la ciudad de Córdoba por un período de cuatro años.  Durante ese tiempo, Luis y su hermano David participaron en un concurso de canto en el  programa de Marcelo Tinelli. Aunque no avanzaron en el concurso, siguieron trabajando en su carrera musical.  En su estancia en Argentina, Luis dedicó tres años al estudio de arquitectura, influenciado por la recomendación de su padre, quien había trabajado en la industria de la construcción durante muchos años. Aunque eventualmente abandonó la carrera, Luis valora la experiencia por haberle proporcionado una apreciación por el diseño y la capacidad para visualizar proyectos. Después de unos años en Argentina, regresaron a Bolivia para seguir persiguiendo su sueño musical.
Luis, con raíces en una familia de arraigada tradición artística que ha moldeado su crecimiento en este ámbito, encontró inspiración en su abuelo, Luis Jilguero Flores, quien fue pionero del género mariachi en Santa Cruz, lo que lo llevó a adentrarse en la música regional mexicana. Su madre le brinda instrucción vocal, mientras que su padre se encarga de la gestión artística. Además, su hermano David Soliz, quien también está activo en la escena musical, constituye una fuente de inspiración y apoyo constante en su carrera.
En 2016, la cadena de televisión Unitel introdujo en Bolivia la franquicia española Star Academy bajo el nombre de "La Fábrica de Estrellas by Star Academy", un concurso de talentos que ofrecía a los participantes una formación integral en canto, baile, habilidades escénicas y expresión corporal en una academia musical de alto rendimiento. En su primera edición, el hermano de Luis, David Soliz, se consagró como el ganador. Impulsado por este éxito, un año después, Luis decidió participar en la segunda temporada del programa, llegando a convertirse en uno de los finalistas. A pesar de no conseguir el primer puesto, que venía acompañado de un premio económico y un contrato discográfico, esta vivencia marcó el inicio de la carrera artística de Luis, quien posteriormente comenzaría su trayectoria bajo el nombre artístico de Luis Vega.
El nombre artístico de Luis se originó en honor a su amigo argentino de la tercera edad, Luis Vega, quien, a pesar de encontrarse en situación de calle, le predijo un futuro brillante como artista. Tras el fallecimiento de Vega, Luis decidió adoptar su nombre como tributo a su memoria.

### De TikTok a la fama Internacional
Inició su trayectoria interpretando versiones de éxitos de artistas como Luis Miguel y Carín León, profundamente influenciado por el género de las rancheras y la música regional mexicana. Aunque al principio no recibía contratos y se encontraba limitado a cantar covers en eventos privados, su perspectiva cambió cuando comenzó a componer canciones basadas en las experiencias compartidas por sus seguidores en TikTok. El punto de partida fue un mensaje de un seguidor desconsolado, quien solicitó al cantautor de 29 años una canción que expresara su dolor tras ser dejado por su esposa.

Llevo dos días tomando porque mi esposa me dejó por otro hombre ¿puedes escribir una canción sobre esto?

La composición, realizada en apenas cinco minutos, rápidamente ganó popularidad en las redes sociales y se convirtió en un éxito viral con la canción titulada "Me va mejor con el alcohol", una respuesta para el seguidor que no conocía.La canción superó el millón de visualizaciones en YouTube, catapultando a Luis Vega a obtener más de 14 mil oyentes mensuales en Spotify, recibiendo reconocimiento en México, Paraguay, Chile y Ecuador. Luis deseaba ser la voz de historias impactantes, inspirado por ello, continuó escribiendo historias de sus seguidores, dando lugar al tema "La niña", basada en la historia de una menor chilena con cáncer.A pesar de su ajetreada agenda, Luis siempre interactúa con sus seguidores en redes sociales, quienes lo felicitan y solicitan canciones. Él, con lápiz, papel y guitarra en mano, compone canciones, convirtiendo su frase 'puro papel y lápiz' en su emblema.
Con el objetivo de ganar reconocimiento, Luis impulsó la iniciativa 'Musicalle', anunciando conciertos improvisados y gratuitos en la calle a través de sus redes sociales. En estos eventos espontáneos, se presentaba con un parlante y una guitarra en lugares públicos. Durante una de estas experiencias en Cochabamba, comenzó su concierto con alrededor de 100 personas, pero al final se unieron hasta 4 mil en la Plaza de las Banderas.
En febrero de 2023, en medio de su interacción con los seguidores en TikTok, a Luis Vega le plantearon el desafío de componer una canción para el grupo Frontera. Aunque era su primera incursión en el género de la cumbia, aceptó el reto. Con su característico estilo, Luis Vega compartió en papel y lápiz el proceso de creación de lo que sería "Bailando Conmigo". Esta canción se convirtió en un fenómeno viral, acumulando 22 millones de reproducciones en YouTube. Aunque la canción no llegó a ser interpretada junto al Grupo Frontera, captó su interés, lo que condujo a una reunión entre Luis Vega y el grupo para discutir posibles colaboraciones futuras.Esta conexión condujo a que Luis Vega se uniera al tour "El Comienzo" del Grupo Frontera como telonero.Más adelante, al ritmo de la música ranchera y el rap, el rapero Corona y el cantante Luis Vega lanzaron su tema musical ‘Desvelados’ el 25 de marzo de 2023.

### Inicio de colaboración internacionales
Como parte del Tour 2023 "El Comienzo", Luis Vega tuvo el honor de abrir el concierto del grupo mexicano Frontera en Chile, el 25 de julio, en el Movistar Arena. Al día siguiente, el 26 de julio, tuvo su segunda actuación en el Luna Park. Luego, el 28 de julio de 2023, hizo lo propio en Bolivia, en el estadio Real Santa Cruz. Durante el evento, Luis Vega tuvo el placer de cantar una canción a dúo con el principal vocalista de Frontera, Adelaido ‘Payo’ Soliz, quien lo recibió en el centro del escenario mientras los vítores de los fans resonaban en el recinto.Estas colaboraciones estrecharon los lazos entre Luis Vega y el Grupo Frontera, dando lugar a una amistad que trascendió el escenario. Además, el Grupo Frontera ha sido clave en la presentación de Luis Vega a otros artistas del medio, generando especulaciones sobre posibles colaboraciones musicales futuras entre ambas partes.
El 14 de septiembre, Luis Vega colaboró con el exintegrante de Ráfaga, Rodrigo Tapari, para lanzar el remix de su canción "Bailando Conmigo".La canción, inicialmente concebida como una colaboración con el Grupo Frontera a principios de año, tomó un nuevo rumbo con la participación de Tapari, resultando en un videoclip que fue un rotundo éxito.Ese mismo mes, durante los festejos del 213 aniversario de la Gesta Libertaria Cruceña, el cantante Luis Vega recibió la Medalla al Mérito Municipal, con la mención de Servicio Ciudadano en el Concejo Municipal, en reconocimiento a su destacado talento musical que ha trascendido fronteras con sus composiciones e interpretaciones.
Más adelante, a mediados de octubre del mismo año, Luis Vega se trasladó a México donde colaboró con artistas reconocidos como Rigeo, lanzando la canción "Modo Romeo", la cual ya ha acumulado más de 90 mil visitas en YouTube.Además, gracias a sus amigos del Grupo Frontera, conoció al grupo De Parranda, con quienes lanzó "Filtro".
El año 2023 marcó un hito en la carrera de Luis Vega en los Bolivia Music Awards, donde alcanzó un récord impresionante de 10 nominaciones, estableciendo así un precedente como el primer artista en lograr tal hazaña en una sola entrega de premios,  además de ser el primero en ganar 4 premios en una misma edición. Entre estas nominaciones se destacan Canción del Año, Video del Año, Mejor Colaboración y Mejor Colaboración Internacional. Luis también fue nominado y ganó en las categorías de Cantautor del Año y Artista Masculino, así como la categorías de Canción del Año con "Bailando Conmigo" y Mejor Colaboración Internacional con "Tonta".
A comienzos de febrero de 2024, Luis Vega y Javvi Elias presentaron "Voy a Desaparecer", una emotiva canción que aborda el desamor. Este tema se posicionó rápidamente como el más popular en toda Bolivia, alcanzando el primer lugar en las tendencias de YouTube y superando el millón de reproducciones en menos de dos semanas.Además, logró ingresar al Top 100 de Apple Music Bolivia y a los Top Virales de Spotify Bolivia, superando a reconocidos artistas de la industria.

### Hagamos Historia: De las calles al Real Santa Cruz
Durante agosto de 2024, reveló que la canción La Foto surgió a partir del mensaje de un seguidor que le pidió escribir una canción dedicada a su expareja. El tema fue interpretado en vivo antes de su estreno y, tras publicarse en redes, se viralizó rápidamente, superando el millón de reproducciones en menos de un día y alcanzando el primer lugar en tendencias en Bolivia.
Ese mismo mes, anunció en conferencia de prensa su debut como artista principal en un estadio, programado para el 9 de noviembre bajo el título Hagamos Historia. Señaló que el evento representaba el cumplimiento de un sueño de infancia y remarcó que el proyecto surgía del respaldo recibido desde sus primeras presentaciones callejeras. En la misma ocasión, confirmó la participación de más de 15 artistas invitados, entre ellos Américo, Rigeo, De Parranda y Corona, así como un espacio dedicado a músicos emergentes.
El 8 de noviembre, se presentó en el Teatro al Aire Libre Jaime Laredo de La Paz, como parte de la misma gira. Interpretó Si te vuelvo a ver junto a Los Vásquez y Rigeo, y realizó dos temas en colaboración con Américo. Bajo el mismo concepto, ofreció un concierto masivo el 9 de noviembre en el Estadio Real Santa Cruz, acompañado por más de 15 artistas invitados. El evento incluyó un segmento dedicado a talentos emergentes y destinó parte de la recaudación a la Fundación Davosan.
Tras su primer concierto en un estadio nacional, Luis Vega continuó su proyección internacional con presentaciones en escenarios de gran escala en la región. El 13 de diciembre de 2024, fue invitado por el dúo chileno Los Vásquez a presentarse en el Movistar Arena de Santiago, en el marco del aniversario número 14 de su carrera. Posteriormente, el 26 de enero de 2025, participó en el festival Villeta 2025 en Colombia, donde compartió cartel con artistas como Silvestre Dangond, Yeison Jiménez, Luis Alfonso y Pipe Bueno.
En marzo de 2025, colaboró con Bonny Lovy y Corona en el lanzamiento de la canción Mi Debilidad, una propuesta en ritmo de salsa que fue grabada con el Museo de Historia de Santa Cruz como locación para su videoclip. El tema se publicó en plataformas digitales y alcanzó 11.000 visualizaciones en YouTube en sus primeras 12 horas.
A través de un comunicado difundido en mayo de 2025, Luis Vega anunció su decisión de no asistir a futuras premiaciones artísticas en Bolivia, señalando la necesidad de procesos más transparentes y basados en méritos verificables.  Cuestionó la influencia de factores económicos en algunas nominaciones y afirmó que considera como principal reconocimiento el apoyo del público y el éxito orgánico de su música.
Pocos días después, aclaró que sus críticas no estaban dirigidas a un evento en particular y expresó respeto por Diego Alba, creador de los Bolivia Music Awards. En ese contexto, anunció que su equipo brindaría patrocinio al evento, con el objetivo de contribuir a su fortalecimiento. También propuso un sistema de votación basado en profesionales del ámbito musical, como productores, managers, periodistas y artistas, para asegurar una evaluación centrada en el talento. 
En marzo de 2025, Luis Vega y Joseca anunciaron su reconciliación artística luego de un periodo de distanciamiento iniciado en 2023. La noticia fue acompañada por la confirmación de una colaboración musical entre ambos, resultado de un proceso de diálogo y reencuentro profesional. En abril de ese mismo año, anunciaron su reconciliación artística y presentaron su primera colaboración musical, titulada Basura, lanzada el 10 de abril de 2025. El tema combinó los estilos característicos de ambos artistas: “Modo Cumbia”, por parte de Joseca, y “Puro Papel y Lápiz”, distintivo de Luis Vega.

## Vida personal
Luis Vega mantuvo una relación con Nathalia Calvimonte, presentadora cruceña de televisión y redes sociales, durante más de cuatro años.En septiembre de 2023, la pareja anunció que esperaba su primer hijo mediante una publicación en redes sociales. Meses después, nació Tomás, en la ciudad de Santa Cruz de la Sierra, completando así una nueva etapa en la vida familiar de ambos.
El 9 de noviembre de 2024, durante el concierto Hagamos Historia en el Estadio Real Santa Cruz, Vega estrenó una canción dedicada a Nathalia Calvimonte, a quien invitó al escenario. Al finalizar la interpretación, recibió un anillo de un asistente y, ante el público presente, le propuso matrimonio. Calvimonte, quien ya convivía con Vega y compartía la crianza de su hijo, aceptó la propuesta en el escenario, marcando públicamente el compromiso de la pareja.
La pareja contrajo matrimonio en abril de 2025. La ceremonia civil se llevó a cabo el martes 22 de ese mes en un acto íntimo acompañado por familiares cercanos.  Días después, el sábado 26, tuvo lugar la ceremonia religiosa en la quinta Las Arecas, en Pedro Lorenzo, con la asistencia de aproximadamente 400 invitados.. Durante la celebración interpretó tres canciones en vivo, entre ellas El Último Amor, tema con el que le propuso matrimonio. La velada incluyó presentaciones musicales de otros artistas, un stand de tatuajes y la creación colectiva de un cuadro firmado por los asistentes 
Ese mismo mes, ambos lanzaron el podcast ¿Quién tiene la razón?, centrado en temáticas de pareja. Se grababa en su residencia y se emitía semanalmente los miércoles por la noche, sin invitados fijos en sus primeras emisiones. 

## Discografía
Álbumes de estudio
- 2018: La chica nice

## Sencillos
| - 2021: Hey - 2022: Me va mejor con el alcohol - 2022: Enemigo - 2022: Mi despedida - 2022: De vez en cuando - 2022: Ayudame - 2023: Bailando conmigo - 2023: Desvelado (ft. Corona) | - 2023: Contacto Cero (ft. David Soliz) - 2023: Enemigo (ft. Rodrigo Tapari) - 2023: Modo Romeo (ft. Rigeo) - 2023: Filtro (ft. De Parranda) - 2023: Tonta (ft. Dayanara) - 2024: Voy a desaparecer (ft. Javvi Elias) - 2024: Ridículo - 2024: La foto | - 2024: Bailando conmigo (ft. Edwin Gaona) - 2024: Si te vuelvo a ver (ft. Los Vásquez, Rigeo) - 2024: El ultimo amor - 2025: Mundo chiquito (ft. De Parranda) - 2025: Qué más da (ft. Nico Hernandez) - 2025: Mi debilidad (ft. Corona, Bonny Lovy) - 2025: Basura (ft. Joseca) |

## Programas de reality
- La Fábrica de Estrellas by Star Academy - Participante (2016)[10]
- Yo me llamo (Bolivia) - Jurado (2024)[51]

## Premios y nominaciones

### Bolivia Music Awards
| Año  | Categoría                               | Trabajo                    | Resultado | Referencias |
| ---- | --------------------------------------- | -------------------------- | --------- | ----------- |
| 2022 | Canción del Año                         | Me va mejor con el alcohol | Nominado  | [ 52 ]      |
| 2022 | Cantautor del Año                       | Él mismo                   | Ganador   | [ 52 ]      |
| 2022 | Compositor del Año                      | Él mismo                   | Nominado  | [ 52 ]      |
| 2022 | Mejor Canción del Ranking Bolivia Music | Mi despedida               | Nominado  | [ 52 ]      |
| 2022 | Video del Año                           | De vez en cuando           | Ganador   | [ 52 ]      |
| 2022 | Artista Masculino del Año               | Él mismo                   | Nominado  | [ 52 ]      |
| 2023 | Canción del Año                         | Contacto Cero              | Nominado  | [ 27 ]      |
| 2023 | Canción del Año                         | Bailando conmigo           | Ganador   | [ 27 ]      |
| 2023 | Video del Año                           | Desvelado                  | Nominado  | [ 27 ]      |
| 2023 | Mejor Colaboración                      | Desvelado                  | Nominado  | [ 27 ]      |
| 2023 | Mejor Colaboración                      | Contacto Cero              | Nominado  | [ 27 ]      |
| 2023 | Mejor Colaboración Internacional        | Bailando conmigo           | Nominado  | [ 27 ]      |
| 2023 | Mejor Colaboración Internacional        | Tonta                      | Ganador   | [ 27 ]      |
| 2023 | Cantautor del Año                       | Él mismo                   | Ganador   | [ 27 ]      |
| 2023 | Compositor del Año                      | Él mismo                   | Nominado  | [ 27 ]      |
| 2023 | Artista Masculino del Año               | Él mismo                   | Ganador   | [ 27 ]      |
| 2024 | Cantautor del Año                       | Él mismo                   | Ganador   | [ 4 ]       |
| 2024 | Video del Año                           | Ridículo                   | Ganador   | [ 4 ]       |
| 2024 | Video del Año                           | La foto                    | Nominado  | [ 4 ]       |
| 2024 | Video del Año                           | Voy a desaparecer          | Nominado  | [ 4 ]       |
| 2024 | Canción del Año                         | Voy a desaparecer          | Ganador   | [ 4 ]       |
| 2024 | Canción del Año                         | La foto                    | Nominado  | [ 4 ]       |
| 2024 | Canción del Año                         | Ridículo                   | Nominado  | [ 4 ]       |
| 2024 | Mejor Colaboración                      | Voy a desaparecer          | Ganador   | [ 4 ]       |
| 2024 | Mejor Colaboración Internacional        | Si te vuelvo a ver         | Nominado  | [ 4 ]       |
| 2024 | Mejor Colaboración Internacional        | Filtro                     | Nominado  | [ 4 ]       |
| 2024 | Mejor Colaboración Internacional        | Modo Romeo                 | Nominado  | [ 4 ]       |
| 2024 | Artista Masculino del Año               | Él mismo                   | Ganador   | [ 4 ]       |

### Otros reconocimientos
- Medalla al Mérito Municipal con mención de Servicio Ciudadano:  Otorgado por el Consejo Municipal, el 29 de septiembre de 2014.[23]